# Bhraka
Bhraka (Nepali भक्रा) ist ein Village Development Committee im Distrikt Manang in Nordzentral-Nepal.
Bhraka liegt im oberen Manang-Tal zwischen Manang und Pisang an der Trekkingroute Annapurna Circuit. Der Hauptort des VDC, Bragha, liegt am nördlichen Flussufer des Marsyangdi auf einer Höhe von 3480 m.

## Einwohner
Bei der Volkszählung 2011 hatte Bhraka 306 Einwohner (davon 149 männlich) in 83 Haushalten.

## Dörfer und Weiler
Bhraka besteht aus mehreren Dörfern und Weilern:
- Bhraka (Bragha) (3520 m ⊙)
- Kresang (3460 m)
- Milerepa Cave (3880 m)
- Mugje (3450 m ⊙)